# Iqaluit
Iqaluit ("Lugar de muitos peixes", na língua inuktitut) é a capital do território canadense de Nunavut. Está localizada na ilha de Baffin e a sua população atual é de 7.740 habitantes.
Frobisher Bay (antigo nome de Iqaluit) foi criada pelos americanos, como uma base aérea, na Segunda Guerra Mundial. Em janeiro de  1987, o antigo nome foi mudado para Iqaluit, o atual nome da municipalidade.
Iqaluit é um caso particular entre as capitais de províncias e territórios do Canadá, por ser uma vila (a maior de Nunavut), e não uma cidade, por ser a menor capital canadense, e por ser a única capital não conectada com o resto do país via uma rodovia.

## Geografia
Iqaluit situa-se nas Montanhas Everett, nas margens da Baía de Frobisher, no sudeste da Ilha de Baffin. Está a este do continente e a nordeste da Baía de Hudson.

## Arquitectura e Atracções

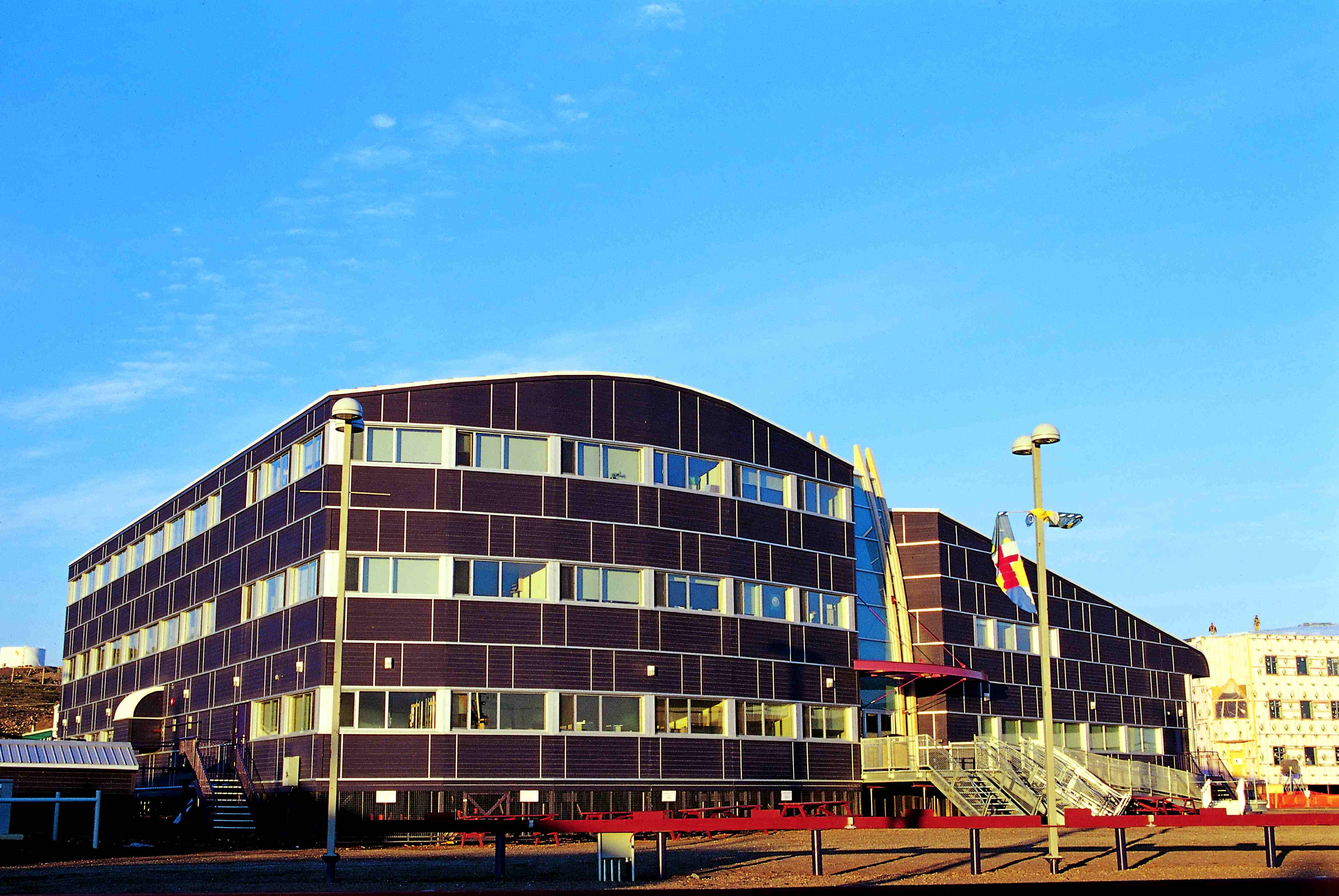
Edifício da Assembleia Legislativa de Nunavut

Muita da arquitectura de Iqaluit é funcional - desenhada para minimizar os custos materiais, retendo o calor e resistindo ao clima frio. De arquitectura antiga há desde as barracas dos militares dos anos 50, das instalações originais do DEW (um sistema de radares), ao hiper-modernista edifício da Escola Primária de Nakasuk.
A principal excepção é o Edifício da Assembleia Legislativa de Nunavut, notável pelo seu colorido interior, decorado por alguns dos melhores na arte Inuit.
Outro caracteristico edificio era a Catedral Anglicana de São Judas, um edificio branco com forma de iglu. O altar tinha a forma de um trenó tradicional inuit, e a cruz era composta por duas presas de narval. Um incêndio danificou gravemente a estrutura e o interior da catedral em 5 de Novembro de 2005, sendo finamente demolida a 1 de Junho de 2006. A reconstrução da catedral está a ser preparada através do levantamento de fundos. Perto de um tergo, está a caracteristica azul e branca está a Escola Secundária de Inuksuk. A escola é constituida por quatro secções quadradas, dando o aspecto de um trevo quando vista de cima.
A cidade é também onde se localiza o Museu Nunatta Sunakkutaangit, com uma grande colecção de objectos inuit e árcticos eqaluit e uma cidade com climas bastante temperados.